# Barney Zeitz
Barney Zeitz  (* 1951) ist ein US-amerikanischer Glasmaler und Bildhauer.

## Leben
Barney Zeitz lebt seit 1972 ausschließlich vom Verkauf seiner Kunstwerke aus Glas, Metall und Zeichnungen. Die meisten dieser Arbeiten wurden im Auftrag für öffentliche Räume und Privathäuser in den Vereinigten Staaten geschaffen. Er beherrscht sowohl die Blei- als auch die Tiffany-Technik, hat aber seit 1977 einen Stil aus geschmolzenem und geklebtem Buntglas entwickelt, der einzigartig ist.
Seine Fähigkeiten als Schweißer/Metallverarbeiter entwickelten sich über viele Jahre hinweg bei der Herstellung von Rahmen und Schirmen für seine Glasprojekte. Seit er sein Studio/Haus/Ausstellungsraum auf Martha’s Vineyard entworfen und gebaut hat, hat er Metallmöbel, Beleuchtungskörper, Spaliere und Zeremoniengegenstände für das Zuhause hergestellt.
Im Jahr 1993 entwarf Zeitz im Rahmen eines Wettbewerbs ein Denkmal für das Rhode Island Holocaust Memorial in Providence, Rhode Island. Dieser Entwurf für eine abstrakte Außenskulptur aus Stahl und Bronze mit einer Höhe von 144 Zoll wurde einstimmig von Mitgliedern dreier Organisationen ausgewählt. Diese Skulptur wurde am 9. November 1993, dem Jahrestag der Kristallnacht, eingeweiht und war Gegenstand eines Dokumentarvideos von Ian Ellerby.
Im Jahr 2001 gewann er einen Wettbewerb für das Immigrant Memorial in Plymouth Rock, bei dem er das Zitat von Peter Gomes aufgriff. Im letzten Jahrzehnt hat er Buntglasfenster für eine ehemalige Synagoge einer deutschen Kirche in Flieden entworfen und gebaut sowie ein charakteristisches Glaswandstück für das Center at Maple Grove in New York. Zeitz sieht es als seine Verantwortung als öffentlicher Künstler an, der jeweiligen Situation angemessene Werke zu schaffen und sich dabei als zeitgenössischer Künstler treu zu bleiben.

## Werke

### Funktionelle Metallarbeiten
- Herdhauben
- Schreibtisch aus Stahl
- Riegel und Scharniere
- Urnen zur Feuerbestattung
- Geländer aus Edelstahl
- Besteck aus Edelstahl
- Außendusche
- Karyatide aus Baustahl
- Chillmark-Fallrohr
- Kaminschirme

### Öffentliche Arbeiten, Gedenkstätten
- Denkmal für Einwanderer
- Holocaust-Mahnmal
- Berkshire Süd
- Vielfaltsskulptur Fall River Government
- Vietnam-Ära-Denkmal

### Skulpturen
- Torso (Stahl)
- Kopf mit Flügeln
- Engel
- Kopfschmuck
- Eule
- Himmel und Erde
- Fischadler
- Eule mit offenen Flügeln
- Kriegsrequiem